# Júbilo Iwata
Júbilo Iwata (japanska: ジュビロ磐田?, Jubiro Iwata), är ett fotbollslag från Iwata i Shizuoka prefektur, Japan. Laget spelar för närvarande (2020) i den näst högsta proffsligan J2 League. Namnet kommer från det portugisiska ordet för glädje, júbilo.

## Titlar
- J-League:
  - Japanska mästare (3): 1997, 1999, 2002
- Emperors Cup:
  - 2003
- AFC Champions League:
  - 1999
- Xerox Super Cup (3):
  - 2000, 2003, 2004
- J. League Cup (2):
  - 1998, 2010

## Placering tidigare säsonger
| År   | Liga | M  | Po | V  | O  | F  | Pl      | Notering               |
| 1994 | J    | 44 | -  | 20 | -  | 24 | 8 / 12  |                        |
| 1995 | J    | 52 | 85 | 28 | -  | 24 | 6 / 14  |                        |
| 1996 | J    | 30 | 62 | 20 | -  | 10 | 4 / 16  |                        |
| 1997 | J    | 32 | 66 | 23 | -  | 9  | 1 / 17  | Vinnare                |
| 1998 | J1   | 34 | 78 | 26 | -  | 8  | 2 / 18  |                        |
| 1999 | J1   | 30 | 49 | 17 | 1  | 12 | 1 / 16  | Vinnare                |
| 2000 | J1   | 30 | 55 | 19 | 0  | 11 | 4 / 16  |                        |
| 2001 | J1   | 30 | 71 | 26 | 1  | 3  | 2 / 16  |                        |
| 2002 | J1   | 30 | 71 | 26 | 1  | 3  | 1 / 16  | Vinnare                |
| 2003 | J1   | 30 | 57 | 16 | 9  | 5  | 2 / 16  |                        |
| 2004 | J1   | 30 | 48 | 14 | 6  | 10 | 5 / 16  |                        |
| 2005 | J1   | 34 | 51 | 14 | 9  | 11 | 6 / 18  |                        |
| 2006 | J1   | 34 | 58 | 17 | 7  | 10 | 5 / 18  |                        |
| 2007 | J1   | 34 | 49 | 15 | 4  | 15 | 9 / 18  |                        |
| 2008 | J1   | 34 | 37 | 10 | 7  | 17 | 16 / 18 |                        |
| 2009 | J1   | 34 | 41 | 11 | 8  | 15 | 11 / 18 |                        |
| 2010 | J1   | 34 | 44 | 11 | 11 | 12 | 11 / 18 |                        |
| 2011 | J1   | 34 | 47 | 13 | 8  | 13 | 8 / 18  |                        |
| 2012 | J1   | 34 | 46 | 13 | 7  | 14 | 12 / 18 |                        |
| 2013 | J1   | 34 | 23 | 4  | 11 | 19 | 17 / 18 | Nedflyttade            |
| 2014 | J2   | 42 | 67 | 18 | 13 | 11 | 4 / 22  | Förlorade kval till J1 |
| 2015 | J2   | 42 | 82 | 24 | 10 | 8  | 2 / 22  | Uppflyttade            |
| 2016 | J1   | 34 | 36 | 8  | 12 | 14 | 13 / 18 |                        |
| 2017 | J1   | 34 | 58 | 16 | 10 | 8  | 6 / 18  |                        |
| 2018 | J1   | 34 | 41 | 10 | 11 | 13 | 16 / 18 |                        |

- M: Antal matcher spelade, Po Antal poäng, V Vunna matcher, O Oavgjorda matcher, F Förlorade matcher, Pl Placering i tabellen/antal lag

## Spelartrupp
Aktuell 23 april 2022.
| Nr | Land  | Pos | Namn                                         |
| -- | ----- | --- | -------------------------------------------- |
| 1  | Japan | MV  | Naoki Hatta                                  |
| 2  | Japan | F   | Norimichi Yamamoto                           |
| 3  | Japan | F   | Kentaro Oi                                   |
| 5  | Japan | F   | Daiki Ogawa                                  |
| 6  | Japan | F   | Makito Ito                                   |
| 7  | Japan | MF  | Rikiya Uehara                                |
| 8  | Japan | MF  | Kotaro Omori                                 |
| 9  | Japan | A   | Kenyu Sugimoto (lån från Urawa Red Diamonds) |
| 10 | Japan | MF  | Hiroki Yamada                                |
| 11 | Japan | A   | Yuki Otsu                                    |
| 14 | Japan | MF  | Masaya Matsumoto                             |
| 17 | Japan | MF  | Yuto Suzuki                                  |
| 18 | Japan | A   | Ryo Germain                                  |
| 21 | Japan | MV  | Ryuki Miura                                  |
| 23 | Japan | MF  | Kosuke Yamamoto                              |
| 24 | Japan | MV  | Yuji Kajikawa                                |

| Nr | Land      | Pos | Namn             |
| -- | --------- | --- | ---------------- |
| 25 | Japan     | F   | Riku Morioka     |
| 26 | Japan     | F   | Yutaro Hakamata  |
| 27 | Japan     | A   | Mahiro Yoshinaga |
| 28 | Japan     | MF  | Naoki Kanuma     |
| 29 | Colombia  | A   | Fabián González  |
| 30 | Japan     | MF  | Naoya Seita      |
| 31 | Japan     | MF  | Yosuke Furukawa  |
| 32 | Japan     | MF  | Atsushi Kurokawa |
| 33 | Brasilien | MF  | Dudu             |
| 36 | Brasilien | F   | Ricardo Graça    |
| 37 | Moldavien | MV  | Alexei Koșelev   |
| 38 | Japan     | MF  | Kensuke Fujiwara |
| 39 | Japan     | F   | Ryo Takano       |
| 40 | Japan     | A   | Shota Kaneko     |
| 50 | Japan     | MF  | Yasuhito Endō    |

## Tidigare spelare
- Yoshikatsu Kawaguchi
- Daisuke Matsui
- Naohiro Takahara
- Yuichi Komano
- Masami Ihara
- Masashi Nakayama
- Masahiko Inoha
- Michihiro Yasuda
- Ryoichi Maeda
- Takashi Fukunishi
- Makoto Tanaka
- Masakuni Yamamoto
- Kazuaki Nagasawa
- Atsushi Uchiyama
- Masaru Uchiyama
- Yoshinori Ishigami
- Katsumi Oenoki
- Shinichi Morishita
- Toshinobu Katsuya
- Mitsunori Yoshida
- Nobuhiro Takeda
- Masahiro Endo
- Yoshiro Moriyama
- Hideto Suzuki
- Masahiro Ando
- Takashi Hirano
- Go Oiwa
- Hiroshi Nanami
- Toshihiro Hattori
- Daisuke Oku
- Norihiro Nishi
- Toshiya Fujita
- Takayuki Chano
- Yoshinobu Minowa
- Shinji Murai
- Kazumichi Takagi
- Naoya Kikuchi
- Hiroki Yamada
- Yuki Kobayashi
- Dunga
- Adílson Batista
- Alessandro Cambalhota
- Jay Bothroyd
- Avraam Papadopoulos
- Salvatore Schillaci
- Gerald Vanenburg
- Roberto Torres
- Dmitrij Radtjenko
- Aleksandar Živković